# Bernes (Somme)
Bernes é uma comuna francesa na região administrativa de Altos da França, no departamento de Somme. Estende-se por uma área de 7,61 km². Em 2010 a comuna tinha 354 habitantes (densidade: 46,5 hab./km²).